# 灵域
《靈域》（英語：Spirit Realm），2021年的中国大陆玄幻古裝剧，由梁国冠、马华干執導，范丞丞、程瀟領銜主演。該劇改編自逆蒼天同名人氣玄幻小說，講述身世成謎的失憶少年秦烈，在尋找身世真相和追求更高修為的道路上，得遇良師摯友，守護靈域大陸的故事。

## 播出时间
| 频道   | 所在地 | 播出日期     | 播出时间                   | 备注 |
| ------ | ------ | ------------ | -------------------------- | ---- |
| 爱奇艺 | 中国   | 2021年1月9日 | 每周六至周四20:00各更新2集 |      |

## 演员列表

### 主要演员
| 演員   | 角色   | 介紹 | 配音演員 |
| 范丞丞 | 秦烈   | 凌家鎮鎮民「秦烈」 凌語詩的丈夫，秉性善良的少年，一心想成為最強的煉器師，尋找失蹤多年的爺爺。擁有神級血脈的轉生，擁有強大的力量能力， 只因先天雙魂共生一直無法覺醒，喜歡凌語詩。                | 杨天翔   |
| 范丞丞 | 秦冰   | 器具宗弟子「秦冰」 因殺死星雲閣主被通緝，後以秦冰的身份參加器具宗考試而加入器具宗。 | 杨天翔   |
| 范丞丞 | 貢穆烈 | 戰神之子「貢穆烈」 與大地之母相戀，但卻因身份不可動情而被無純下了禁咒，永遠無法愛上無純，除非恨無純，否則無法解咒，因為恨意所以不小心殺了無純，後悔莫及，發誓永遠只愛無純一人，正等待無純歸來。 | 杨天翔   |
| 程潇   | 凌語詩 | 凌家鎮鎮主之女/幽冥女皇「凌语诗」 秦烈的妻子，性格天真烂漫且坚强，聰慧機敏，与秦烈是青梅竹马，可謂是世上最懂秦烈的人，希望自己可以变得强大和秦烈并肩作战，喜歡秦烈。                            | 李诗萌   |
| 程潇   | 無純   | 大地之母「无纯」 與戰神之子相戀，因為不想讓貢穆烈受到傷害而下了禁咒，以自己的生命為媒介，令其無法繼續愛著自己，被貢穆烈殺後為復原而沉睡。                                                       | 李诗萌   |
| 刘一曈 | 宋婷玉 | 玄天盟聖女「宋婷玉」 聪明狡黠，为人率直有正义感，喜歡貢穆烈。 | 张喆     |
| 刘一曈 | 夜仙兒 | 十二靈柱神識「夜仙兒」 貢穆烈為其取名夜仙兒，以意識使其幻化成人形，因愛生恨，痛恨無純，多次設計陷害。                                                                                           | 张喆     |
| 聂子皓 | 杜少揚 | 星雲閣少閣主/血矛衛/黑巫教教主「杜少揚」 本性不壞，但企圖心使其多次選擇背叛。喜歡唐思琪。 | 刘康     |
| 聂子皓 | 匕首   | 貢穆烈第一把煉製出的靈器 唯一一次出鞘是被無純用來下咒，後和其他靈器共同封印貢穆烈 | 刘康     |
| 郑艺彬 | 高宇   | 星雲閣閣主之妻「高凰兒」之弟 從噬靈獸那收到魔戒，後開始黑化，喜歡凌語詩。 | 孙路路   |
| 马月   | 謝靜璇 | 八極聖殿聖女「謝靜璇」/煉器宗大師姐「唐思琪」 常以唐思琪之名遊山玩水，假死以後與杜少揚相戀並多次出手相助，喜歡杜少揚。                                                                          | 原音     |
| 楊光   | 不離   | 极寒之主 原是靈獸雪狼，受秦山指點修為精進並可幻化人形，與李牧曾幫助過秦烈，统领雪狼一族，掌管极寒之地。喜歡李牧。                                                                               |          |
| 王一鸣 | 華羽心 | 凌家鎮鎮民「华羽心」 喜歡凌萱萱，為救秦烈而死。 | 弋凡     |
| 王一鸣 | 以淵   | 紫霧城少城主「以淵」 性淳厚，心善良，華天穹取其淳厚、善良造出華羽心，陪伴秦烈。愛慕蓮柔。 | 弋凡     |
| 王一鸣 | 童心   | 可以令自身附近長出許多一心葉，幫無純替貢穆烈抑制戾氣。 | 弋凡     |

### 其他演员
| 演員   | 角色   | 介紹                                                                        | 配音演員 |
| 葛鑫怡 | 凌萱萱 | 凌家鎮鎮主之女「凌萱萱」 凌語詩之妹，喜歡華羽心。七煞谷弟子。               | 刘晴     |
| 葛鑫怡 | 潘芊芊 | 幻魔宗「潘芊芊」 為了令萱萱不再傷心，由幻魔宗宗主使用幻術製造出來的假身份。 | 刘晴     |
| 邱珮淇 | 高凰兒 | 星雲閣閣主之小妾，高宇之姐，十分疼愛弟弟高宇，於第9集死去。                 |          |
| 丁勇岱 | 秦山   | 秦烈的爺爺「秦山」 於秦烈7歲失蹤，杳無音訊。                                | 冯盛     |
| 丁勇岱 | 貢穆山 | 貢穆烈的爺爺「貢穆山」 住在鏡砂界。                                         | 冯盛     |
| 岳跃利 | 華老大 | 華羽心的父親「華老大」 第7集被潑糞的木桶砸碎骨頭，死在家中。                | 宣晓鸣   |
| 岳跃利 | 華天穹 | 住在鏡砂界。                                                                | 宣晓鸣   |
| 張天霖 | 宋禹   | 玄天盟主 宋婷玉之父。                                                       | 张震     |
| 陈法蓉 | 重明   | 上一任大地之母 無純的母親。                                                 |          |
| 劉宇橋 | 李牧   | 天劍宗第六劍主 曾與極寒之主一起幫助過秦烈。喜歡極寒之主。                   | 孙大川   |
| 劉宇橋 | 李牧   | 上古靈器勝邪 原本因為殺氣過重而難以馴化的神劍，是貢穆烈的武器。             | 孙大川   |
| 李昳晨 | 蓮柔   | 煉器宗二師姐，喜歡以淵。                                                    | 李娜     |

## 电视剧歌曲
| 曲序 | 曲目                       |               | 作曲          | 演唱         |
| ---- | -------------------------- | ------------- | ------------- | ------------ |
| 1.   | 靈域純音樂片頭曲（片頭曲） | 丁爽          | 丁爽          |              |
| 2.   | 遙望（片尾曲）             | 徐琦          | 覃嘉健        | 范丞丞、程潇 |
| 3.   | 醉墨（插曲）               | 丁爽          | 丁爽          | 范丞丞       |
| 4.   | 断弦折剑（人物主题曲）     | 李贤轩        | 廉山、徐鹏    | 程潇         |
| 5.   | 破曉（插曲）               | 陈圣仑/米时可 | 米时可/陈圣仑 | 打扰一下乐团 |
| 6.   | 黑洞（插曲）               |               |               | 夏瀚宇       |

## 外部連結
- 灵域的新浪微博
- 豆瓣电影上《灵域》的資料 （简体中文）